# Oyindamola Fakeye
Oyindamola Fakeye (...) è una critica d'arte nigeriana.

## Biografia
Dopo una laurea in Nutritional Biochemistry presso la University of Nottingham, e varie esperienza nella moda e nell'ambito della performance artistica, si specializza in videoarte.
Attualmente è la coordinatrice dei programmi presso il CCA Lagos (Centre for Contemporary art), Lagos. 
In collaborazione con gli artisti Emeka Ogboh e Jude Anogwih, ha fondato e dirige il VANLagos (Video Art Network Lagos).

## Attività come curatrice
- 2008: Picha: African Comics
- 2008-2009: The One Minute and Linha Imaginária Video art workshops
- 2010: ‘Maria’ by Pinar Yolacan

## Attività come co-curatrice
- 2009 An Imagined State, Netherlands Media Art Institute, Amsterdam
- 2009 Africa reflected, Netherlands Media Art Institute, Amsterdam